# Dinamarca en los Juegos Paralímpicos de Geilo 1980
Dinamarca estuvo representada en los Juegos Paralímpicos de Geilo 1980 por ocho deportistas, seis hombres y dos mujeres. El equipo paralímpico danés no obtuvo ninguna medalla en estos Juegos.